# 内田正男
内田 正男（うちだ まさお、1921年 - 2020年）は、日本の暦学者。
小田原市に生まれる。1943年、専検合格。1944年、東京天文台に入る。1967年、東京大学講師となり引続き東京天文台に勤務し、1982年に定年退官。日本の暦学史とこよみの研究で優れた功績を残した。2020年12月13日逝去、享年99歳。

## 著書
- 『暦と日本人』雄山閣出版　1975　カルチャーブックス
- 『日本暦日原典』編著　雄山閣出版　1975
- 『暦の語る日本の歴史』1978　そしえて文庫　のち吉川弘文館
- 『日本書紀暦日原典』編著　雄山閣出版　1978
- 『こよみと天文・今昔 理科年表読本』丸善　1981
- 『暦と時の事典 日本の暦法と時法』雄山閣　1986
- 『こよみと天文・今昔 理科年表読本』丸善　1990
- 『暦のはなし十二ヵ月』雄山閣出版　1991